# Сісеро Мораіс
Сісеро Мораіс (португальською: «Cicero Moraes», нар. 13 листопада 1982 р.) — бразильський 3D-дизайнер, який спеціалізується на судово-медичній реконструкції, а також на розробці та моделюванні людських і ветеринарних протезів.
Він займався реконструкцією облич численних релігійних та історичних діячів, таких як Святий Валентин, Святий Антоній Падуанський та Єви з Нахарона.
У ветеринарній галузі він розробив і змоделював протези для різноманітних тварин, зокрема собаки, гусака, тукана, папуги ара та черепахи.

## Виноски
1. ↑  Montenegro A. ORCID Public Data File 2023 — 2023. — doi:10.23640/07243.24204912.V1
2. 1 2  https://www.unicanews.com.br/cidades/professor-de-mt-e-admitido-em-sociedade-internacional-de-pessoas-com-alto-qi/97136
3. ↑  Світ побачив справжнє обличчя Святого Валентина. ТСН.ua (укр.). Архів оригіналу за 16 квітня 2019. Процитовано 16 квітня 2019.
4. ↑  Дивитися Спецкор 2017 25 випуск онлайн на 1+1 video. 1+1 video (укр.). Архів оригіналу за 16 квітня 2019. Процитовано 16 квітня 2019.
5. ↑  maximum.fm. Так виглядає любов: науковці показали, яким був святий Валентин. Радіо Максимум (англ.). Архів оригіналу за 16 квітня 2019. Процитовано 16 квітня 2019.
6. ↑  Фахівці намагаються реконструювати обличчя святого Антонія. credo.pro (англ.). Архів оригіналу за 16 квітня 2019. Процитовано 16 квітня 2019.
7. ↑  НАСИЛЬСТВО ЯК СПОСІБ ВЧИНЕННЯ ЗЛОЧИНУ: ПОНЯТТЯ ТА СУТНІСТЬ. 2016. Процитовано 16 квітня 2019.
8. ↑  Папузі на ім'я Гігі надрукували дзьоб з титану. www.ukrinform.ua (укр.). Архів оригіналу за 16 квітня 2019. Процитовано 16 квітня 2019.
9. ↑  Черепахе впервые напечатали новый панцирь на 3D принтере: опубликованы фото и видео. Технологии (рос.). Архів оригіналу за 16 квітня 2019. Процитовано 16 квітня 2019.